# Volvo B6254
Volvo B6254 är en bensinmotor tillverkad av Volvo. Den lanserades 1995 och var en utveckling av Volvos Volvo B6304. Motorn är 6-cylindrig, har dubbla överliggande kamaxlar, fyra ventiler och separat tändning per cylinder och är på 2 473 cm3 (2,5 liter). Motorkontroll Motronic från Bosch.
Den här motorn tillverkades bara 1995-1996 och användes i S90 som ett billigare alternativ till B6304. Trots att det redan fanns en femcylindrig motor med samma volym och effekt valde Volvo att använda denna sexcylindriga även om den var lite tyngre och drog mer bränsle. Anledningen kan dels ha varit att S90 var en exklusiv bil där en sexcylindrig motor kändes mer passande, dels också att den hade samma fysiska mått som 3-literssexan och passade direkt utan modifieringar av bilens motorrum eller fjädring.

## Varianter
| Motormodell | Effekt (hk@rpm) | Vridmoment (Nm@rpm) | Volym (cm³) | Motorkontroll | Modellnamn och år |
| ----------- | --------------- | ------------------- | ----------- | ------------- | ----------------- |
| B6254FS     | 170@5 700       | 230@4 400           | 2 473       | Motronic 1.8  | 960 2.5E 1995     |
| B6254FS     | 170@5 700       | 230@4 400           | 2 473       | Motronic 4.4  | 960 2.5E 1996     |

## Typmatris
| X  | Förklaring              |
| -- | ----------------------- |
| B  | Bensin                  |
| 6  | 6 cylindrar             |
| 25 | 2,5 liters slagvolym    |
| 4  | 4 ventiler per cylinder |
| S  | Sugmotor                |
| F  | Elektronisk insprutning |

Fakta: